# Santiago Vergini
Santiago Vergini, né le 3 août 1988 à Máximo Paz, est un footballeur international argentin qui évolue au poste de défenseur au sein de l'Atlético Tucumán.

## Biographie

### En club
Santiago Vergini commence sa carrière au Vélez Sársfield mais il ne dispute aucune rencontre en équipe première. Il part alors au Paraguay dans le club d'Olimpia où il devient professionnel.
Il débute avec le club paraguayen d'Olimpia Asunción en 2009, puis il est prêté à Hellas Vérone (D3)  en Italie lors de la saison 2010-2011. En 2011, Vergini signe dans le club argentin des Newell's Old Boys puis est transféré dans le club d'Estudiantes. Il découvre ensuite l'Angleterre et la Premier League en étant prêté à Sunderland en janvier 2014.
Il a fait ses débuts en Premier League le 8 février, en remplaçant Fabio Borini contre Hull City après l'expulsion du défenseur central Wes Brown. En raison de la suspension de Wes Brown, Vergini est titulaire pour la première fois le 22 février face à Arsenal (Sunderland a perdu 4-1). Le 2 mars, Vergini perd la finale de la League Cup sur le score de 3-1 face à Manchester City au stade de Wembley (il commence remplaçant ce match). Après plusieurs match dans la défense centrale, Gus Poyet replace Vergini au poste de latéral droit en raison de blessures. Il réussit de bonnes performances et contribue au maintien de Sunderland en Premier League, le club finit 14e.
Le 7 août 2014, il repart en prêt pour un an à Sunderland. Un accord permanent ne pouvant être fait en raison de problèmes de copropriété avec le joueur. Le 18 octobre 2014, durant une défaite 8-0 à Southampton, Vergini a ouvert le score contre son camp à la 12e minute sur une reprise de volée dans son propre but. Il cherchait à dégager son camp aux abords de la surface de réparation. Son geste est considéré par la BBC comme «l'un des buts contre sont camp le plus bizarres de l'histoire de la Premier League".
Le 28 août 2018, Santiago Vergini s'engage pour trois ans avec le club turc de Bursaspor.

### En équipe nationale
En septembre 2012, le sélectionneur Alejandro Sabella le fait débuter avec l'équipe d'Argentine lors d'un match amical face au Brésil. Il dispute une vingtaine de minutes de jeu lors de cette rencontre de prestige qu'est le Superclásico de las Américas. Il revient en équipe nationale, après ne pas avoir été sélectionné pour la Coupe du monde de football 2014 au Brésil, en jouant l'intégralité du match face à l'équipe de Hong Kong de football le 14 octobre 2014.

## Palmarès
- Champion d'Argentine en 2013 avec les Newell's Old Boys (tournoi Final),  2017 et 2018 avec Boca Juniors